# (15467) Aflorsch
(15467) Aflorsch (1999 AN24) – planetoida z pasa głównego asteroid okrążająca Słońce w ciągu 5,07 lat w średniej odległości 2,95 j.a. Odkryta 15 stycznia 1999 roku.